# Clinique vétérinaire

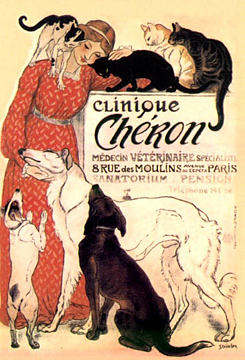
Lithographie et affiche de Théophile Alexandre Steinlen (crayon et pinceau, H 1,97 m, L 1,40 m, mai 1905) faisant la promotion de la clinique vétérinaire Chéron, rue des Moulins à Paris.

Une clinique vétérinaire est un établissement de soins pour animaux.
En France, pour exercer son métier, un vétérinaire doit avoir un domicile professionnel, déclaré auprès de l’Ordre des vétérinaires. Il existe plusieurs sortes de pratiques vétérinaires, les principales étant : le vétérinaire à domicile, le cabinet vétérinaire, la clinique vétérinaire et le centre hospitalier vétérinaire.

## Définition, cahier des charges

### Plateau technique
La clinique vétérinaire est un établissement de soins pour animaux dont les locaux et le matériel répondent à certaines exigences minimales : une salle d’attente, une salle de consultation, une salle de radiologie, des locaux d’hospitalisation permettant de séparer les animaux contagieux des autres, du matériel nécessaire aux interventions chirurgicales et aux soins courants, des moyens de stérilisation du matériel, …

### Ressources
Les exigences sur le plan des ressources humaines sont limitées à un auxiliaire (ou ASV de niveau 2, c'est-à-dire non diplômé.)  pour un vétérinaire.

## Différence entre la clinique vétérinaire et lecentre hospitalier vétérinaire
La grande différence par rapport au centre hospitalier vétérinaire réside dans le fait qu'une clinique n’a pas l'obligation de surveiller les animaux hospitalisés, y compris la nuit et le week-end. De même, elle n'est pas tenue d’assurer les urgences.

## Domiciles professionnels
Les domiciles professionnels sont définis par l’article R 242-54 du code rural et l’arrêté du 4 décembre 2003, paru au J.O. n° 298 et faisant office de code de déontologie de l’Ordre des Vétérinaires .
Il existe deux catégories d'établissements :
- Les établissements de soins vétérinaires (ESV). Ils incluent les centres hospitalier vétérinaire (32%), les centre de vétérinaires spécialistes (4%), les cabinets vétérinaires (6%), les cabinets vétérinaires Médico-chirurgical (4%) et les cliniques vétérinaires (76%).
- Les établissements non ESV. Ils regroupent les consultants (10%), les laboratoires d'analyses médicales privés (17%) et les vétérinaires à domiciles (2%)

L'implantation des vétérinaires praticiens qui exercent la médecine et la chirurgie des animaux peut s'explorer par département (France et DOM/TOM) via l'annuaire des vétérinaires